# Hirata Atsutane
Det här är en artikel om en person med japanskt personnamn; Hirata är familjenamnet.
Hirata Atsutane, född 6 oktober 1776, död 2 november 1843, var en japansk lärd och författare.
Harata Atsutane var en av de ivrigaste förkämparna för en renässans av den shintoreligionen och för kejsarens rätt till den högsta makten, såsom varande av gudomligt ursprung. Hirata Atsutane bidrog genom sina skrifter (flera hundra häften) starkt till att undergräva shogunväldets makt och förbereda den "kejserliga restaurationen" 1868.